# Asambhav
Asambhav (ang. Asambhav: The Impossible, niem. Asambhav: Das Unmögliche) – indyjski thriller z 2004 roku w reżyserii Rajiva Rai. W rolach głównych wystąpili Arjun Rampal, Priyanka Chopra i Naseeruddin Shah. Zdjęcia kręcono w szwajcarskim kantonie Ticino (w Locarno, Asconie, Brissago i Bellinzonie) oraz na lotnisku w Zurychu. 
Tematem filmu jest akcja komandosa wyzwalającego prezydenta Indii porwanego przez terrorystów z Pakistanu, aby wymusić na Indiach wolność dla Kaszmiru.

## Fabuła
Prezydent Indii Vir Pratap Singh (Mohan Agashe) przyjeżdża do Locarno na konferencję w sprawie pokoju w Kaszmirze. Gangster Mabros (Shawar Ali) uprowadza go, aby za 50 milionów dolarów przekazać go pakistańskim terrorystom. Ci porwawszy prezydenta chcą wymusić na Indiach niezależność Kaszmiru. Rząd Indii wysyła do Szwajcarii swojego najlepszego komandosa kapitana Adityę Arya (Arjun Rampal). Ten udając dziennikarza będzie musiał się zmierzyć nie tylko z terrorystami, ale i szmuglerem narkotyków Samem Hansem (Naseeruddin Shah), a także z miłością Alishy, piosenkarki która jest równie piękna co naiwna (Priyanka Chopra).

## Obsada
- Arjun Rampal – Kapitan Aditya Arya
- Naseeruddin Shah – Sameer 'Sam' Hans
- Priyanka Chopra – Alisha
- Singh Surendra – G.L. Surin
- Yashpal Sharma – Randit Parmar
- Mukesh Rishi – Youssan Baksh
- Mohan Agashe – prezydent Indii Veer Pratap Singh
- Shawar Ali – Mabros
- Rajesh Vivek – Panditji
- Milind Gunaji – ISI agent Pakistanu, Ansari

## Piosenki
1. Koi Aayega
2. Main Sada Hoon
3. Mashuqa Rubi
4. Raatein Badi Hain